# Szarajevó kanton
Szarajevó kanton (bosnyákul: Kanton Sarajevo, horvátul: Sarajevska županija, szerbül: Сарајевски кантон) Bosznia-Hercegovina, azon belül a Bosznia-hercegovinai Föderáció egyik kantonja. Székhelye Szarajevó.
A kanton 9 helyi önkormányzatot foglal magába: 
1. Centar[2]
2. Hadžići
3. Ilidža
4. Ilijaš
5. Novi Grad[2]
6. Novo Sarajevo[2]
7. Stari Grad[2]
8. Trnovo
9. Vogošća

## Fordítás
- Ez a szócikk részben vagy egészben a Sarajevo Canton című angol Wikipédia-szócikk ezen változatának fordításán alapul.  Az eredeti cikk szerkesztőit annak laptörténete sorolja fel. Ez a jelzés csupán a megfogalmazás eredetét és a szerzői jogokat jelzi, nem szolgál a cikkben szereplő információk forrásmegjelöléseként.

## Külső hivatkozások
- Hivatalos honlap